# Santiago (Norte de Santander)
Santiago – miasto w Kolumbii, w departamencie Norte de Santander.